# Попель, Лидия
Лидия Попель (пол. Lidia Popiel, в настоящее время носит фамилию Линда, пол. Linda, род. 1959) — польская журналистка, редактор, фотограф. Киноактриса, фотомодель, общественный и политический деятель. Главный редактор журнала «Fine Life».

## Биография
Является журналистом «Polsat Cafe».
Более трех лет вела раздел моды «Пятая авеню» приложения к газете «Rzeczpospolita», который часто иллюстрировала своими фотографиями. С 1985 года — профессиональный фотограф. Снимала для журналов «Zwierciadła», «Pani», «Sukces», «Machiny», «Scenа», «Gentleman». Преподает курс фотографии на факультете Варшавской киношколы. В 1998 году состоялась её выставка фотопортретов известных людей, которая экспонировалась в крупнейших польских городах в течение почти 10 лет.
Активистка общественного движения «Польша — это женщина», реорганизованного впоследствии в новую политическую организацию — «Партию женщин». В настоящее время входит в её руководящий состав.
В 2007 году мэр Гданьска наградил Л. Попель титулом Посол Янтаря 2008/2009. В 2009 году заняла 12 место в рейтинге самых влиятельных женщин Польши.
Замужем за польским актёром и режиссёром Богуславом Линдой.

## Фильмография
- 1987 — Одиннадцатая заповедь / Jedenaste przykazanie — любовница генерала
- 1988—1990 — В лабиринте / W labiryncie (телесериал) — Тамара
- 1991 — Кролл / Kroll — Ангела
- 2001 — Клиника под Вырвигрошем / Klinika pod Wyrwigroszem (телесериал) — буфетчица